# 丹波康太郎
丹波 康太郎 （たんば やすたろう、1910年9月28日 - 1969年11月8日）は、日本の会計学者。神戸大学経営学部長在任中、死去した。日本会計研究学会上野・太田賞受賞。

## 人物・経歴
神戸市生まれ。1927年兵庫県立第一神戸中学校（現兵庫県立神戸高等学校）第四学年修了。1930年第八高等学校卒業。1933年神戸商業大学（現神戸大学）卒業。平井泰太郎ゼミ出身。戸田義郎は平井ゼミの同期。同年に神戸商業大学助手に着任し、原口亮平の下、簿記などの研究から始めた。
1942年神戸商業大学助教授。1947年神戸経済大学付属経営学部専門部教授兼神戸経済大学教授。1949年神戸経済大学教授。1953年神戸大学経営学部教授。1955年神戸大学評議員。1957年経営学博士。
1958年日本会計研究学会上野・太田賞受賞。1960年神戸大学経営学部長。1962年神戸大学評議員。1966年神戸大学附属図書館六甲分館長。1968年神戸大学評議員、学術審議会専門委員。1969年に再び神戸大学経営学部長に就任し、同期の戸田学長の補佐をしていたが、同年急逝。従三位勲三等旭日中綬章。

## 著書
- 『資本会計 : 資本会計の理論』中央経済社 1957年
- 『企業資本の研究 : 企業の投資決定論および資本会計論の諸問題』千倉書房 1971年

### 編書
- 『財務管理概論』有斐閣 1968年
- 『現代会計理論』（中村万次, 栗田真造と共編）中央経済社 1968年